# Jan Świtkowski
Jan Świtkowski (ur. 23 stycznia 1994 w Lublinie) – polski pływak specjalizujący się w stylu motylkowym i dowolnym. Brązowy medalista mistrzostw świata i Europy. Od 2016 r. zawodnik AZS UMCS Lublin.

## Kariera
W sierpniu 2015 roku zdobył brązowy medal mistrzostw świata na dystansie 200 m stylem motylkowym z czasem 1:54,10.
W swojej karierze uczestniczył także w innych seniorskich imprezach najwyższej rangi – w 2012 w mistrzostwach świata na krótkim basenie zajął 14. miejsce na 100 m stylem zmiennym i 11. pozycję na 200 m stylem zmiennym, rok później w mistrzostwach świata, gdzie był 23. na 200 m stylem dowolnym i 30. na 200 m stylem zmiennym, a w 2014 w mistrzostwach Europy uplasował się na 22. miejscu na 200 m stylem dowolnym i 28. pozycję na 100 m stylem motylkowym. Brązowy medalista mistrzostw Europy w 2018 w męskiej sztafecie 4 × 100 metrów stylem dowolnym.
W grudniu 2018 roku na mistrzostwach świata na krótkim basenie w Hangzhou w eliminacjach 200 m stylem zmiennym ustanowił nowy rekord Polski (1:53,60 min) i zakwalifikował się do finału, w którym zajął siódme miejsce z czasem 1:53,96 min.
Świtkowski jest także wielokrotnym medalistą mistrzostw Polski seniorów.
Syn brązowej medalistki mistrzostw Europy juniorów w pływaniu, Joanny Pizoń-Świtkowskiej.